# Deutsche Welle
 (транскр.  Дојче веле) немачка је радиодифузија у државном власништву са седиштем у Бону. Финансирана је из савезног пореског буџета Немачке. Доступна је на 32 језика. Пуноправни је члан Европске радиодифузне уније (ЕРУ).

## Историја
Основан је 1953. године са седиштем у Келну, а 2003. године се сели у Бон. Телевизијски програм емитован је из Берлина, док су сервери официјалног сајта били смештени у Бону и Берлину. Промена логоа и ребрендирање медијске куће, веб сајта и ТВ програма је објављено 6. фебруара 2012. године. Падом Берлинског зида, Интернационални Радио Берлин је утопљен у медијску фирму Deutsche Welle. Револуционарна прекретница у прошлости ове компаније јесте 1. април 1992. године када је бившу RAIS TV (од  , у преводу „Радио у америчком сектору”) наследио Дојче веле. Њену опрему искористио је за емитовање програма у Америци на немачком, енглеском и шпанском језику под називом „DW TV”. Од 1995. године ова телевизијска кућа пружала је 24-часовни телевизијски програм. Програм је емитован 12 сати на немачком, 10 сати на енглеском и 2 сата на шпанском језику).
Нуде најновије вести из Немачке, Европске уније и света на дневној бази, објављених на седам светских језика: арапском, кинеском, енглеском, немачком, руском и португалском. За остале језике пишу мешане чланке о најважнијим збивањима у кратким формама.
Дојче веле поседује своју DW Академију која данас представља интернационални центар за развој медија и новинарства. Услуге DW Академије нуде својим партнерима широм света, посебно универзитетима и земљама у развоју и транзицији у циљу стварања слободних и независних медија. Програм за младе новинаре траје 18 месеци, како за особе са немачког говорног подручја, тако и из других регија у којима се говоре други језици у којима Дојче веле реализује своје новинарске делатности.